# Liste der denkmalgeschützten Objekte in Čečovice
Grundlage dieser Liste der denkmalgeschützten Objekte in Čečovice ist die ÚSKP-Liste (Ústřední seznam kulturních památek České republiky, deutsch Zentrale Liste der Kulturdenkmäler der Tschechischen Republik), die von der tschechischen Denkmalschutzbehörde NPÚ (Národní památkový ústav, deutsch Nationale Denkmalbehörde) seit 1987 geführt wird und an die seit dem Jahr 1850 geschaffenen Listen anschließt.

## Denkmalgeschützte Objekte nach Ortsteilen

### Čečovice
| Lage                            | Objekt              | Beschreibung | ÚSKP-Nr.                  | Bild           |
| ------------------------------- | ------------------- | ------------ | ------------------------- | -------------- |
| Čečovice 1 (Standort)           | Schloss             |              | 31104/4-2049 Info Katalog | Schloss        |
| Čečovice, Hauptplatz (Standort) | Kirche St. Nikolaus |              | 18508/4-2048 Info Katalog | weitere Bilder |